# 金光義邦

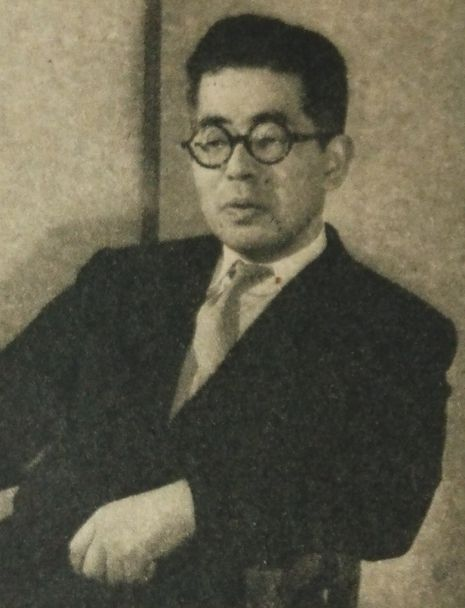
金光義邦（1952年）

金光 義邦（かねみつ よしくに、1909年（明治42年）3月15日 - 1978年（昭和53年）1月5日）は、日本の実業家、政治家。衆議院議員（3期）。

## 経歴
本籍大分県。金光庸夫の長男として生まれる。1935年10月、東京帝国大学経済学部経済学科を卒業。
王子電気軌道取締役、南部鉄道取締役、愛国工業取締役、山陽電気鉄道監査役、新日本火災海上保険社長、日本教育生命保険社長、大正生命保険社長などを務めた。
1946年4月、第22回衆議院議員総選挙に大分県から出馬し当選。その後、第24回総選挙まで連続3回当選し衆議院議員を三期務めた。この間、片山内閣厚生政務次官、衆議院地方行政委員長、日本進歩党会計監督、同政調会副会長、民主党総務などを歴任した。
1978年1月5日死去、68歳。死没日をもって勲三等旭日中綬章追贈、正五位に叙される。墓所は多磨霊園。